# Mlaka nad Lušo
Mlaka nad Lušo je naselje v Občini Gorenja vas - Poljane. Nahaja se pod Starim vrhom in v bližini vasi Javorje.